# 哈罗德·弗兰克斯
哈罗德·弗兰克斯（英語：Harold Franks，1891年10月2日—1973年），英国男子拳击运动员。他曾代表英国参加1920年夏季奥林匹克运动会拳击比赛，获得男子轻重量级铜牌。他于1922年退役。